# NGC 2991
NGC 2991 is een lensvormig sterrenstelsel in het sterrenbeeld Leeuw. Het hemelobject werd op 24 februari 1827 ontdekt door de Britse astronoom John Herschel.

## Synoniemen
- UGC 5233
- MCG 4-23-33
- ZWG 122.78
- KCPG 214B
- PGC 28079